# Isla Jorge (Malvinas)

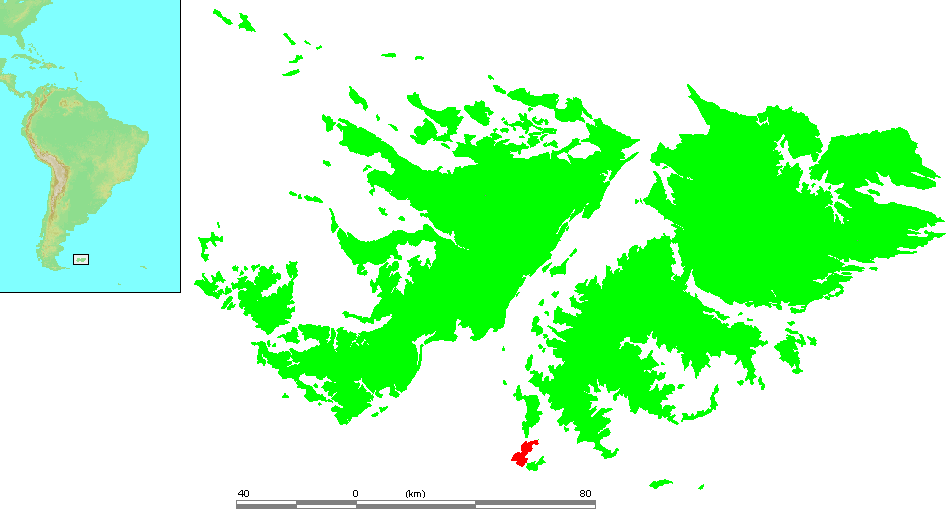
Localización de la isla Jorge.

La isla Jorge (en inglés: George island) es una isla que forma parte del archipiélago de las Malvinas. La isla se localiza al sur de la isla Águila y al sudoeste de la isla Soledad.
En este accidente geográfico hay cuatro de los puntos que determinan las líneas de base de la República Argentina, a partir de las cuales se miden los espacios marítimos que rodean al archipiélago.
Es administrada por el Reino Unido como parte del territorio de ultramar de las Islas Malvinas y reclamada por la República Argentina, que la hace parte del Departamento Islas del Atlántico Sur dentro de la Provincia de Tierra del Fuego, Antártida e Islas del Atlántico Sur.
Al igual que en el resto de las Malvinas, en la isla Jorge se mantiene como único motor económico la cría de ovejas.
En la isla Jorge se destacan las colonias de pingüinos.